# Merodon dobrogensis
Merodon dobrogensis är en tvåvingeart som beskrevs av Bradescu 1982. Merodon dobrogensis ingår i släktet narcissblomflugor, och familjen blomflugor.
Artens utbredningsområde är Rumänien. Inga underarter finns listade i Catalogue of Life.